# 新伊万诺沃村委员会
新伊万诺沃村委员会（俄语：Новоивановский сельсовет）是俄罗斯联邦阿穆尔州伊万诺夫卡区所属的一个村委员会。其下辖有2个居民点，行政中心为斯列德涅别洛耶。据2016年统计，该村委员会的人口为930人。